# L'ospite (film 2018 Abrahamson)
L'ospite (The Little Stranger) è un film del 2018 diretto da Lenny Abrahamson.
La pellicola, con protagonista Domhnall Gleeson, è l'adattamento cinematografico dell'omonimo romanzo del 2009 scritto da Sarah Waters.

## Trama
Verso la fine degli anni '40, il dottor Faraday viene chiamato a Hundreds Hall, una dimora lussuosa ormai in decadenza, per visitare Betty, una cameriera malata. La cameriera però stava semplicemente fingendo nella speranza che il medico la rimandasse a casa per liberarla dall'ambiente tetro della casa. La villa appartiene a Roderick Ayres, veterano dell'aviazione, gravemente debilitato durante la prima guerra mondiale, che vive insieme alla sorella, Caroline, un'ex ausiliaria dell'aeronautica, e alla madre.
Il signor Faraday era stato alla casa nel 1919, durante la sua infanzia, nell'occasione della giornata dell'Impero, e aveva rubato una ghianda di stucco, spiato da Susan, sorella maggiore defunta di Caroline e Rod. Il gesto aveva fatto arrabbiare la madre, che bruciò l'oggetto nel camino. La visione e i racconti della madre, che era stata una cameriera nella casa, avevano acceso una passione e al tempo stesso un timore molto grandi nel bambino, che non lo avevano mai abbandonato.
Dopo un incontro con Caroline, a cui dà un passaggio, il dottore si offre di provare a sistemare la gamba di Roderick, utilizzando un metodo sperimentale che gli permetterebbe di scrivere un articolo scientifico. Il trattamento sembra funzionare e il dottore si avvicina a Caroline e Rod, e viene invitato a una cena per festeggiare l'arrivo dei nuovi vicini. Durante la cena, però, il cane di Caroline attacca e ferisce gravemente la figlia dei vicini, che viene salvata dal dottore con un'operazione improvvisata sul tavolo della cucina. L'evento funesto sottolinea le parole di Rod, che non voleva partecipare all'evento perché sentiva una strana sensazione negativa. 
Dopo l'incidente, il dottore uccide il cane con un'iniezione e, su consiglio del suo collega il dottor Granger, prende le distanze dalle famiglie. Un giorno, Rod si presenta al suo studio dopo aver bevuto e rotto bottiglie in mezzo alla strada e rivela al dottore che nella casa c'è qualcosa che lo odia e lo vuole morto. Preoccupato sulla saluta mentale dell'uomo, il dottore torna a Hundreds Hall, dove la sorella gli racconta che poche sere prima Rod era andato in camera sua dicendo di sentire odore di fumo, mentre lei non sentiva niente e il medico attribuisce il problema allo shock della guerra. Rod li interrompe e ripete loro che sta per succedere qualcosa di brutto, per poi cacciare via il medico. Quella notte, un incendio divampa nella stanza di Rod mentre lui sembra delirare, urlando contro qualcuno. Il giorno seguente, Rod viene portato via dalla casa, in un ospedale psichiatrico.
Il dottore e Caroline iniziano a passare molto tempo insieme, leggendo nella sala della villa o visitando il cantiere che sorge sul territorio venduto da Rod. Una sera, dopo una festa dei medici della zona, i due si baciano e iniziano a spingersi oltre fino a quando Caroline chiede al medico di smettere e scappa. Il dottore va a Londra a presentare ciò che ha scritto sulle cure di Rod, dove gli viene consigliato di trasferirsi nella capitale. Dopo essere tornato a casa, il collega gli riferisce di una chiamata di Caroline, preoccupata per la madre. Il collega era andato a visitarla ma aveva fatto in modo di andarsene il prima possibile.
Il signor Faraday ritorna alla villa e Caroline gli racconta quel che è successo: prima hanno sentito qualcuno bussare nella stanza dove la figlia dei vicini era stata aggredita dal cane e dopo la madre di Caroline è stata svegliata da rumori nella sua stanza guardaroba: in entrambi i luoghi, sullo stipite della finestra e negli armadi, vengono trovati degli strani segni fatti con inchiostri blu, delle S, che poi divengono, in uno degli armadi, la scritta Suki, soprannome di Susan, prima figlia dei signori Ayres, morta da bambina. Il medico rassicura Caroline sulla natura spiegabile dei fatti e dopo le chiede di sposarlo, ricevendo una risposta affermativa, anche se i due sono in disaccordo sui piani futuri: il signor Faraday, infatti, vorrebbe rimanere a Hundreds Hall, mentre la donna vorrebbe andarsene, timorosa anche della possibile non approvazione della madre. 
Mentre discutono, vengono interrotti da Betty, che riferisce di essere stata chiamata da loro tramite la campanella, ma nessuno dei due aveva mai suonato. Caroline va a controllare il sistema delle campanelle, utilizzate una volta per chiamare la servitù, e attribuisce il loro suonare ai topi e va a cercare del veleno. Nel frattempo la madre sente dei rumori confusi utilizzando il vecchio sistema di interfono della casa e, insieme a Betty, che preferirebbe aspettare Caroline, va a controllare  nella nursery, dove c'è l'altro capo del cavo. La signora Ayres appoggia l'orecchio e pronuncia il nome della figlia scomparsa: all'improvviso sente un sibilare e l'apparecchio sembra volerle risucchiare l'orecchio. La donna cerca di uscire dalla stanza ma è bloccata dentro, con il sibilio che diventa sempre più forte, quando infine Caroline e il dottore Faraday riescono a entrare, la trovano accovacciata contro la finestra con le vene dei polsi tagliate. La donna si salva e Caroline le dice che Rod aveva ragione quando diceva che in quella casa c'era qualcosa che li odiava. La madre dice che la presenza è Susan e che lei l'aveva invocata tanto, ma quando era arrivata si era spaventata. 
Il dottore le consiglia di riposare, sostenendo sia tutto una creazione della stanchezza, ma la donna risponde con sdegno. Faraday diventa sempre più turbato dagli avvenimenti e una sera ne parla con un suo collega: i due dottori ipotizzano che sia possibile un'attività sovrannaturale creata, però, dagli esseri umani vivi, fenomeni dovuti, quindi, alla prevaricazione del subconscio sul conscio e alla realizzazione delle paure, dei desideri e delle voglie più segrete dell'essere umano. La madre di Caroline fa una passeggiata con Faraday in giardino per persuaderlo a rompere il fidanzamento con la figlia e, all'improvviso, le appare un taglio sanguinante sul petto, che spiega dicendo che sua figlia non è felice. Il dottore riporta la donna in casa per visitarla e medicarla, ma altri tagli iniziano ad apparire sul suo corpo tanto da costringerlo ad anestetizzarla.
Il dottor Faraday propone di chiamare uno psichiatra, ma Caroline glielo impedisce. Poco dopo la madre si sveglia e vede nel letto la fotografia, con il vetro rotto, di Susan; Caroline trova la sua porta chiusa a chiave e, dopo averla sfondata, trovano il cadavere della madre con i polsi tagliati da un pezzo del vetro della fotografia. Al funerale, Rod consiglia a Faraday di portare via Caroline dalla casa. Dopo la veglia per la madre, i due decidono di sposarsi in sei settimane. I genitori di Betty vorrebbero tornasse a casa, ma Faraday insiste che rimanga per il bene di Caroline e le annuncia il matrimonio. I due iniziano i preparativi, Faraday commissiona una copia dell'abito da sposa della madre nonostante Caroline sia ancora scossa dalla morte della madre e convinta dell'esistenza dell'entità maligna che abita la casa tanto da rompere il fidanzamento, sostenendo di non poter essere felice insieme a lui. Caroline vuole vendere la casa e andare a Londra, per poi emigrare in Canada o negli Stati Uniti.
Dopo essere stato chiamato in piena notte a visitare un malato, si ferma nel parco di Hundreds Hall, usato spesso come scorciatoia, e si addormenta. Quella stessa notte, Caroline, sentiti dei rumori provenienti dal piano di sopra, va a controllare. Dopo essersi risvegliato in macchina, il dottor Faraday torna a casa dove lo aspetta il suo collega: alle tre di notte, infatti, Betty ha chiamato perché Caroline era caduta sulle scale dal secondo piano. Quando gli viene comunicata la notizia, Faraday si rende conto di aver disegnato delle S, proprio come i simboli trovati a Hudreds Hall, sul suo taccuino. Per la morte di Caroline, viene aperto un processo e in flashback si vede quello che è accaduto: Caroline aveva seguito i rumori fino alla nursery e poi aveva visto qualcuno, o qualcosa, e aveva pronunciato la parola “tu” e poi era stata spinta giù dalle scale. Faraday testimonia, seppur molto scosso, sostenendo si fosse trattato di un suicidio. Mesi dopo, il dottor Faraday è nella casa ormai abbandonata e vuota e dopo averla lasciata si vede una sorta di spettro del giovane dottor Faraday affacciato, piangente, nel punto da cui è caduta Caroline, che lascia per poi andare nella nursery.

## Produzione
Nel settembre 2015 viene annunciato che il regista Lenny Abrahamson dirigerà il film, con la sceneggiatura di Lucinda Coxon e l'attore Domhnall Gleeson protagonista.
Le riprese del film sono iniziate il 6 luglio 2017 nel Regno Unito, tra Londra e la contea dello Yorkshire, e sono durate circa dieci settimane.

## Promozione
Il primo trailer del film viene diffuso l'11 giugno 2018.

## Distribuzione
Il film è stato distribuito nelle sale cinematografiche statunitensi a partire dal 31 agosto 2018, mentre in quelle italiane dal 13 settembre dello stesso anno.